# 妙聰
妙聪，明朝女性人物，保安右卫（今河北省怀安县东南）指挥张孟喆家中婢女。
永乐年间，调集士兵在宣府会操。张孟喆随军前去。蒙古兵入掠，张孟喆妻李氏谓张孟喆的妹妹说：“我是命妇，与你都是宦门之女，论道义不可受辱。”拉着手投入井中，妙聪也随之投井，她见二人都没有死，以李氏有身孕，害怕因水冷受伤害，于是负在背上。敌人退去，张孟喆弟张仲喆在井中找到三人，用绳索拉出来嫂子妹妹，妙聪已经死去，被称为义婢。